# جمع‌شوندگی و تاب برداشتن
انقباض به شکل ذاتی در فرایند قالبگیری تزریقی رخ می‌دهد زیرا چگالی پلیمر از دمای فرایند تا دمای محیط متفاوت است (به حجم مخصوص (نمودار PvT) مراجعه کنید). در طی قالبگیری (ریخته‌گری) تزریقی، انقباض و تغییر در در کل سطح و در طول سطح مقطع یک قسمت باعث ایجاد تنش‌های داخلی می‌شود. این تنش‌های به اصطلاح باقیمانده در یک قسمت با تأثیرات مشابه فشارهای خارجی اعمال می‌شوند. اگر تنش‌های باقیمانده ناشی از قالبگیری به اندازه کافی زیاد باشد تا بر یکپارچگی ساختاری یک قسمت غلبه کند، این قسمت از قالب به سمت خارج از قالب پیچیده می‌شود یا بر اثر بارگذاری خارجی ترک برمی‌دارد.

## جمع‌شوندگی
جمع‌شوندگی قطعات ماده پرسی تولید شده در هنگام پردازش اندازه‌گیری دمای و در دمای محیط می‌تواند تا ۲۰ درصد حجمی باشد. مواد کریستالی و نیمه کریستالی به ویژه مستعد انقباض حرارتی هستند؛ مواد آمورف میل به انقباض کمتر دارند. هنگامی که مواد کریستالی زیر دمای گذار آنها خنک می‌شوند، مولکول‌ها خود را با شیوه ای منظم تر مرتب می‌کنند و کریستال‌ها را تشکیل می‌دهند. از طرف دیگر ساختار ساختار مواد آمورف با تغییر فاز تغییر نمی‌کند. این تفاوت منجر به مواد بلوری و نیمه کریستالی می‌شود که اختلاف بیشتری در حجم مخصوص ({\displaystyle \Delta \upsilon }) بین فاز مذاب آنها و فاز جامد (کریستالی) دارند. این در شکل ۱ نشان داده شده‌است. ما می‌خواهیم به این نکته اشاره کنیم که نرخ خنک‌سازی نیز بر خنک کننده سریع pvT مواد کریستالی و نیمه کریستالی تأثیر می‌گذارد.

### دلایل جمع‌شوندگی بیش از حد قطعه
انقباض بیش از حد، فراتر از حد تحمل، می‌تواند ناشی از عوامل زیر باشد. رابطه انقباض با چندین پارامتر پردازش و ضخامت قطعه به صورت شماتیک در شکل ۲ ترسیم شده‌است.
- فشار تزریق کم
- زمان کوتاه نگه داشتن بسته یا زمان خنک کننده
- دمای ذوب بالا
- درجه حرارت بالا قالب[۳]
- کم نگه داشتن فشار[۴]

### مشکلات ناشی از کوچک شدن بخشی

مشکلات ناشی از جمع‌شوندگی جزئی

انقباض حجمی بدون جبران منجر به علامت سینک یا حفره در فضای داخلی قالب می‌شود. کنترل انقباض قطعات در بخش، قالب و طراحی فرایندها از اهمیت ویژه ای برخوردار است، به ویژه در برنامه‌هایی که نیاز به تحمل زیادی دارند. برش‌هایی که منجر به علامت سینک یا خالی شدن می‌شوند با فشردگی حفره پس از پر کردن می‌توانند کاهش یا از بین بروند. همچنین، طراحی قالب باید انقباض را در نظر بگیرد تا از ابعاد قسمت مطابقت داشته باشد. انقباض بخشی که توسط C-MOLD پیش بینی شده راهنمایی مفید برای طراحی مناسب قالب ارائه می‌دهد.
شکل 2. پردازش و طراحی پارامترهای موثر بر انقباض قطعه

## تاب‌برداشتن
تاب برداشتن انحرافی است که به دلیل اینکه سطوح قسمت قالب ریزی شده از طرح شکل مورد نظر پیروی نمی‌کنند، رخ می‌دهد. قسمت اعوجاج یافته ناشی از تنش‌های باقیمانده قالب ریزی شده‌است، که به نوبه خود، ناشی از انقباض دیفرانسیلی مواد در قسمت قالب است. اگر انقباض در طول قسمت یکنواخت باشد، قالب تغییر شکل نمی‌یابد و دچار اعوجاج نمی‌شود و به سادگی کوچکتر می‌شود. با این وجود دستیابی به انقباض کم و یکنواخت به دلیل وجود و تعامل بسیاری از عوامل مانند جهت‌گیری‌های مولکولی و بافتی، خنک کردن قالب، طراحی قطعات و قالب و شرایط فرایند کار پیچیده‌ای است.

### تاب‌برداشتن به علت انقباض دیفرانسیلی
تاب‌برداشتن در قطعات قالب‌گیری حاصل انقباض دیفرانسیلی است. تغییر در انقباض می‌تواند ناشی از جهت‌گیری مولکولی و بافتی، تغییرات دما در قسمت قالب ریزی شده و فشردگی متغیر مانند فشردگی بیش از حد در ورودی و فشردگی کم تر در قسمت‌های جزئی یا سطوح مختلف فشار به عنوان مواد در تمام ضخامت قسمت تثبیت می‌شود، باشد. این دلایل به طور کامل در زیر توضیح داده شده‌است.

#### تفاوت در مواد پرشده و پرنشده
انقباض دیفرانسیلی برای مواد پر و پر نشده در شکل ۳ در زیر نشان داده شده‌است. هنگامی که انقباض دیفرانسیلی باشد و در سراسر ضخامت قسمت و قسمت ناهمسانگرد است، تنش‌های داخلی ایجاد شده می‌تواند منجر به ایجاد اعوجاج شود.
- مواد پرشده

برای ترموپلاستیک‌های پر از فیبر، الیاف تقویت کننده به دلیل انقباض حرارتی کمتر و مدول بالاتر، انقباض را مهار می‌کنند؛ بنابراین، مواد پر از فیبر در امتداد جهت که در آن الیاف تراز می‌شوند (به طور معمول جهت جریان) در مقایسه با انقباض در جهت عرضی کمتر، کمتر دچار انقباض می‌شوند. به طور مشابه، ترموپلاستیک‌های پر از ذرات بسیار کمتر از دانه‌های پر نشده کاهش می‌یابد.
- مواد پرنشده

از طرف دیگر، اگر یک قسمت قالب پر نشده حاوی مقادیر زیادی جهت‌گیری مولکولی باشد، انقباض ناهمسانگرد است زیرا زنجیره‌های تراز وسط تا حدود زیادی در جهت جهت‌گیری کوچک می‌شوند.
- پلیمرهای بلوری مایع

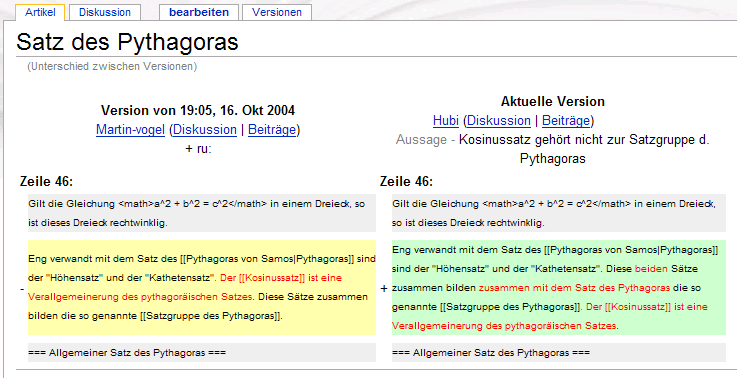
تفاوت در مواد پرشده و مواد پرنشده

برای پلیمرهای کریستال مای(LCPs)، به کمک ساختار خود تقویت شونده منظم شده‌است تا گرایش خود به انقباض ناهمسانگرد را نمایش دهد.
شکل 3. انقباض دیفرانسیلی برای مواد پرنشده و پرشده 

### خنک‌سازی غیر یکنواخت در سراسر ضخامت قطعه
خنک سازی غیر یکنواخت در قطعه و خنک سازی نامتقارن در ضخامت قطعه از حفره قالب و هسته نیز می‌تواند باعث انقباض دیفرانسیلی شود. ماده از دیواره قالب به مرکز منقبض و خنک می‌شود و پس از بیرون آوردن باعث ایجاد اعوجاج می‌شود.

### تغییر ضخامت قطعه
با افزایش ضخامت دیواره، انقباض افزایش می‌یابد. انقباض دیفرانسیلی به دلیل ضخامت غیر یکنواخت دیواره یکی از دلایل عمده وجود اعوجاج در ترموپلاستیک‌های تقویت نشده‌است. به طور خاص، نرخ خنک سازی‌های مختلف و سطوح تبلور به طور کلی در قسمت‌هایی با بخش‌هایی با ضخامت دیواره متفاوت ایجاد می‌شود. این امر باعث انقباض دیفرانسیلی و در نتیجه اعوجاج می‌شود، همانطور که در شکل ۵ در زیر نشان داده شده‌است.

### عدم تقارن یا انحنای هندسی جزئی
عدم تقارن هندسی (به عنوان مثال، یک صفحه صاف با تعداد زیادی دنده که در یک جهت یا در یک طرف قطعه قرار گرفته‌اند) خنک سازی غیر یکنواخت و انقباض دیفرانسیلی را معرفی می‌کند که می‌تواند منجر به اعوجاج شود، همانطور که در شکل ۶ در زیر نشان داده شده‌است.